# Chelonus brevifemur
Chelonus brevifemur är en stekelart som beskrevs av Mccomb 1968. Chelonus brevifemur ingår i släktet Chelonus och familjen bracksteklar. Inga underarter finns listade i Catalogue of Life.